# Lại Anh Tuấn
Lại Anh Tuấn là kiểm sát viên cao cấp người Việt Nam. Ông hiện giữ chức vụ Viện trưởng Viện kiểm sát nhân dân tỉnh Hòa Bình.

## Tiểu sử
Lại Anh Tuấn là đảng viên Đảng Cộng sản Việt Nam.
Từ tháng 8 đến tháng 12 năm 2015, ông Lại Anh Tuấn giữ chức vụ Phó Vụ trưởng Vụ thực hành quyền công tố và kiểm sát điều tra án kinh tế (Vụ 3), Viện kiểm sát nhân dân tối cao.
Ngày 27 tháng 5 năm 2019, kiểm sát viên cao cấp Lại Anh Tuấn, Phó Vụ trưởng Vụ Thực hành quyền công tố và kiểm sát điều tra án ma túy (Vụ 4) Viện kiểm sát nhân dân tối cao, được Viện trưởng Viện kiểm sát nhân dân tối cao Lê Minh Trí điều động, bổ nhiệm giữ chức vụ Viện trưởng Viện kiểm sát nhân dân tỉnh Hòa Bình thay ông Hồ Đức Anh theo quyết định số 52/QĐ-VKSTC ngày 27/5/2019. Quyết định này có hiệu lực từ ngày 1 tháng 6 năm 2019.
Tháng 1 năm 2020, Lại Anh Tuấn là Bí thư ban cán sự Đảng Cộng sản Việt Nam, Bí thư Đảng ủy, Viện trưởng Viện kiểm sát nhân dân tỉnh Hòa Bình.